# Cantonul Bugeat
Cantonul Bugeat este un canton din arondismentul Ussel, departamentul Corrèze, regiunea Limousin, Franța.

## Comune
- Bonnefond
- Bugeat (reședință)
- Gourdon-Murat
- Grandsaigne
- Lestards
- Pérols-sur-Vézère
- Pradines
- Saint-Merd-les-Oussines
- Tarnac
- Toy-Viam
- Viam